# Contra rebelles suorum regum
Pour les articles homonymes, voir Tractatus.
Contra rebelles suorum regum, également appelé les Tractatus, est un traité juridique et politique écrit en 1419 par Jean de Terrevermeille, en trois parties, en défense du roi Charles VI et du Dauphin contre le duc de Bourgogne Jean Sans Peur.

## Contexte
Sous le règne de Charles VI qui ne peut gouverner normalement à cause de ses crises (folie), son fils le Dauphin Charles, qui a 16 ans, s'est autoproclamé régent en 1418 pour exercer le pouvoir à la place de son père. La France se trouve alors confrontée à la guerre de Cent Ans et à une guerre civile entre les Bourguignons et les Armagnacs. Le Dauphin est du côté des Armagnacs. Jean de Terrevermeille est alors au service du dauphin, aussi les Tractatus sont rédigées en faveur du Dauphin.
Selon lui, la fonction royale survit au roi après la mort de ce dernier. La loi de succession n’appartient pas au droit privé (pas de testament possible sur la couronne et les biens de la couronne): elle relève de la coutume. C’est ainsi que l’auteur de Tractatus de jure futuri successoris legitimi in regiis hereditatibus développe la théorie statutaire de la couronne, et sa thèse concerne et la personne physique du roi et la perception spirituelle de l’État à travers la fonction royale. Ainsi le Roi n'est qu'un simple gardien de la couronne et à sa mort c'est une succession particulière qui s'ouvre. 
C'est une étape importante pour la construction de l'État moderne en France puisque cela constitue un bloc intangible qui organise l'existence de l'État comme une entité permanente qui a pour fin le bien commun et qui dépasse les intérêts particuliers des sujets et du monarque. 
C’est ainsi que le présent texte de Terrevermeille semble illustrer parfaitement l’esprit des lois fondamentales en développant les notions de succession et de perpétuité du pouvoir.

## Philosophie politique
Mais Terrevermeille propose aussi, dans le Tractatus tertius (1419) une élaboration philosophique, du Royaume comme Corpus mysticum, inspirée à la fois de saint Paul, du droit romain mais très originale.

## Editions successives
- Jean de Terrevermeille, Contra rebelles suorum regum (manuscrit), Beaucaire, 1419.  ;
- (la) Jean de Terrevermeille et Jacques Bonaud de Sauzet, Joannes de Terra Rubea Contra rebelles suorum regum, Lyon, Constantin Fradin et Jean Crespin, 3 décembre 1526, 242 p. (BNF 31445017, lire en ligne). lire en ligne sur Gallica

Il est édité une première fois en 1526 sous le titre Johannes de Terra Rubea Contra rebelles suorum regum par Jacques Bonaud de Sauzet ;
- (la) François Hotman et Jean de Terrevermeille, Fr. Hotom.,... Disputatio de controversia successionis regiae inter patruum et fratris praemortui filium. Joannis de Terra Rubea,... Tractatus de jure legitimi successoris in hereditate regni Galliae, Genève, 1585, 219 p. (OCLC 492528228, BNF 30619123, lire en ligne). }

puis en 1585, sans le troisième Tractatus, par le polémiste protestant François Hotman, sous le titre Tractatus de jure legitimi successoris in hereditate regni Galliae, en appendice à son propre traité Disputatio de controversia successionis regiae inter patruum et fratris praemortui filium ;
- (la) François Hotman et Jean de Terrevermeille, Franc. Hotomani jurisconsulti Consilia, tum in civilibus, tum in criminalibus caussis exposita : & partim ad antiquam veterum jurisconsultorum, partim ad forensem doctorum & pragmaticorum consuetudinem accommodata. Accessit ejusdem auctoris disputatio illustris De controversia patrui et nepotis in regni successione Item Joh. de Terra Rubea veteris doctoris Tractatus de jure futuri successoris legitimi in regiis hereditatibus. Cum duobus indicibus, priori argumentorum singulorum, posteriori rerum & verborum memorabilium quæ hoc volumine continentur, Genève, Eustache Vignon, 1586 (OCLC 458118104, BNF 30619117, lire en ligne).

puis en 1586, encore par Hotman sous le titre Tractatus de jure futuri successoris legitimi in regiis hereditatibus... en appendice à ses Consilia....